# Morsgrisar
Morsgrisar är en sång och danslek, vars ålder är okänt. Ordet "morsgris" i betydelsen "modersbundet och bortskämt barn" finns belagt till 1613, vilket ger en fingervisning om hur gammal sången kan vara. Åtminstone i Finland brukar man sjunga och leka Mors grisar (Äidin porsaat) särskilt som en julsång.

## Inspelningar
En tidig inspelning gjordes av Kolingar 1901.

### Fotnoter
1. ↑  Palm Anders, Stenström Johan, red (1999). Barnens svenska sångbok. Stockholm: Bonnier. Libris 8345222. ISBN 91-0-057050-8 (inb.)
2. ↑  https://juhlakalenteri. Suomalaisen kirjallisuuden seura: Juhlakalenteri (finska)
3. ↑  ”Svensk mediedatabas”. http://smdb.kb.se/catalog/id/002101620. Läst 17 augusti 2011.